# Samsung Galaxy Z Flip 3

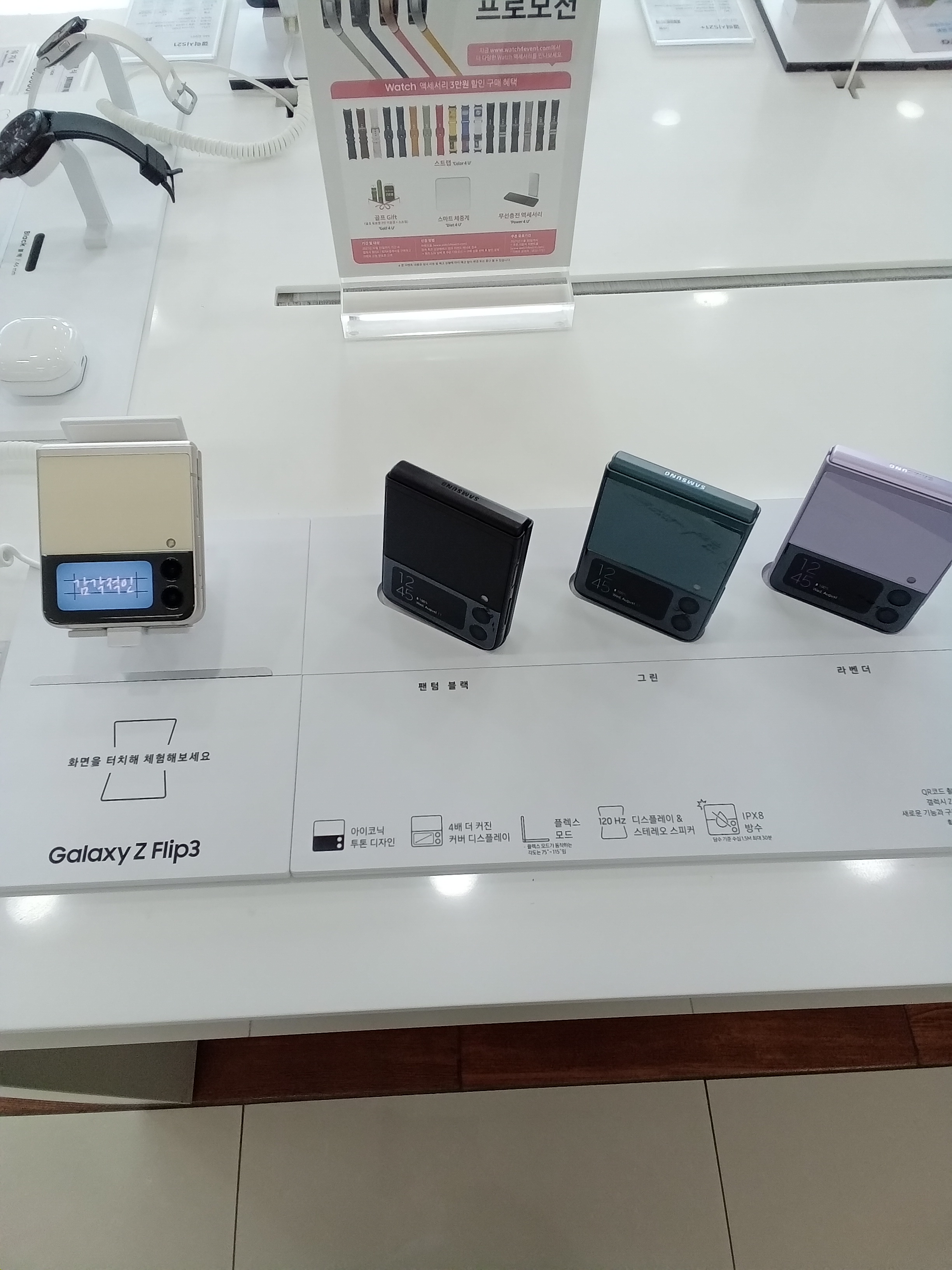
Samsung Galaxy Z Flip 3

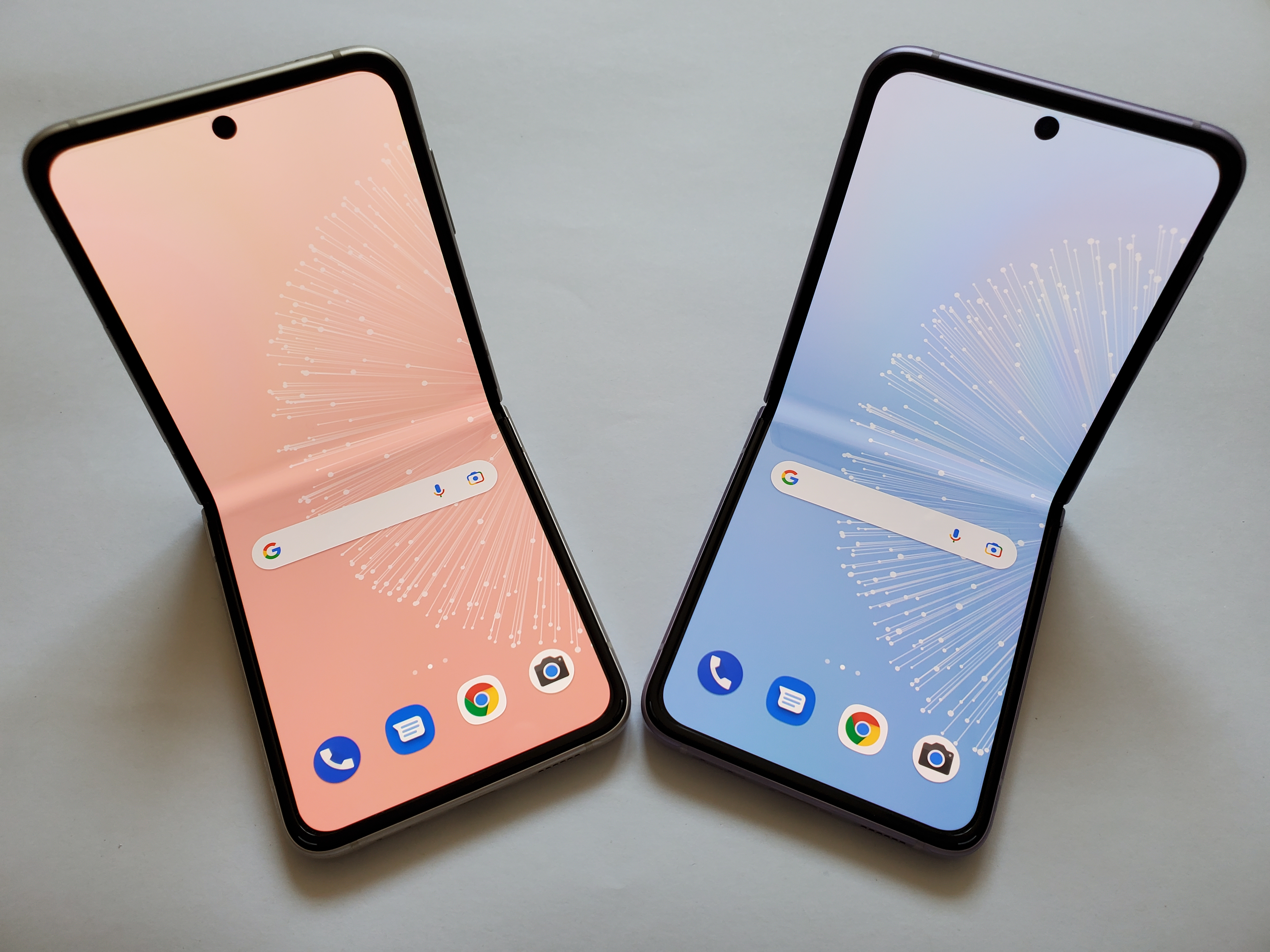
Samsung Galaxy Z Flip 3 (front)

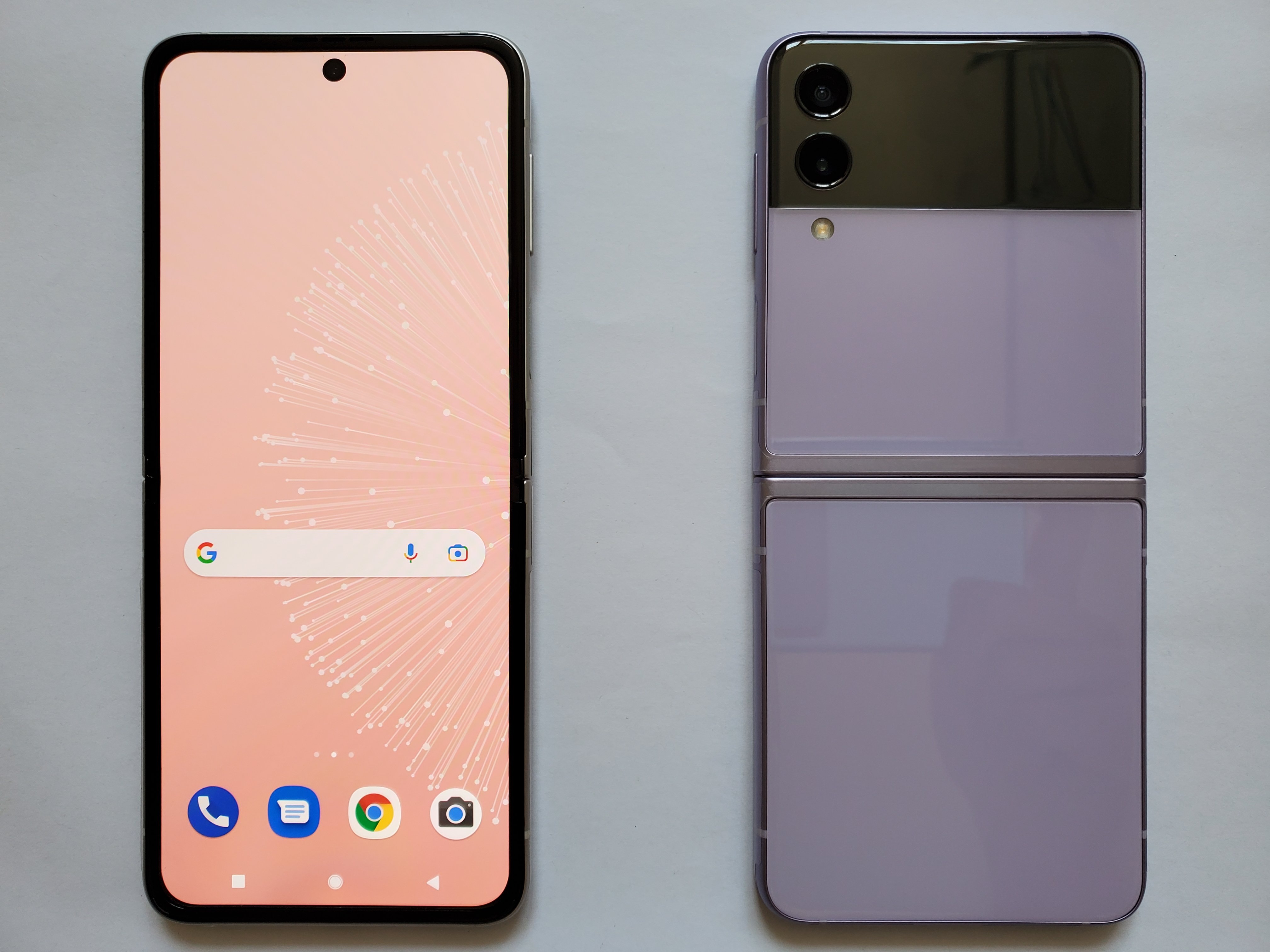
Samsung Galaxy Z Flip 3 (rear)

Samsung Galaxy Z Flip 3は、サムスン電子が開発・製造する折りたたみスマートフォン。Samsung Galaxy Zシリーズの一機種である。
サムスン電子が2021年8月11日、Samsung Galaxy Z Fold 3とともに行われたサムスンアンパックイベントで明らかにした。 
Samsung Galaxy Z Flipの後継機種で、Z Flipシリーズとしては2機種目。ただFold 3とナンバリングを揃える目的で「Flip 3」の名称になった。バルト三国では、Zが除かれた名称になっている。

## 仕様

### デザイン
Z Flip3は、アルミフレームを持つ初代Galaxy Z Flipと同じくガラケーのように縦に折り畳む方式（クラムシェルデザイン=clamshell design）を採用し、「大画面をコンパクトかつファッショナブル」に持ち運ぶことをコンセプトとしたモデル。約4.2インチ相当の正方形のような形状に折り畳むことができ、広げると超薄型ガラスで保護されて6.7インチのディスプレイのフォルダブルスマートフォンだ。
またIPX8防水IPX8相当の防水性能を備え、最大最大で5フィート（約1.5m）までの深さで30分間水没に耐えるとサムスンの仕様には記されている。
日本で販売するモデルのボディカラーは「クリーム」と「ファントムブラック」のみだが、地域によってはグリーン、ラベンダー、グレー、ホワイト、ピンクなども提供している。

### ハードウェア
開いた状態で使えるメインディスプレイは、約6.7インチ Dynamic AMOLED 有機ELディスプレイ（FHD+、1080×2640、HDR）を搭載し、リフレッシュレート120Hzに対応し、非常に滑らかにゲームが楽しめることが可能。まだ、HDR10+のストリーミング方式に対応しており、Netflixの4K以上の高画質HDRコンテンツも再生が可能である。 
Galaxy Z Fold3ではカメラがディスプレイ下に隠れているが、Z Flip 3は6.7インチのディスプレイにフロントカメラ用のパンチホールが空いている。背面には、初代Z Flipの1.1インチのカバースクリーンよりもサイズが大きくなった1.9インチの小型カバースクリーンがあり、時刻、日付、バッテリー状態の表示、通知の操作、電話の応答、ビューファインダーとして使用することができる。
CPU (SoC)は、Qualcomm Snapdragon 888を搭載し、日本で販売されるモデルはメモリ8GBのLPDDR5 RAMとストレージ128GB (拡張不可のUFS 3.1ストレージ)だ。バッテリーは、3300mAhのデュアルバッテリーを搭載し、USB-Cを使用して最大15Wで急速充電するか、Qi経由で最大10Wでワイヤレス充電が可能。
本機は3つのカメラを搭載しており、2つのリアカメラ(広角約1200万画素と超広角約1200万画素)とフロントカメラ(=インカメラ、約1000万画素)を搭載している。

## 五輪仕様
サムスンでは、2022年北京オリンピック向け仕様として、2022年1月に「Galaxy Z Flip 3 Olympic Games Edition」を発表している。五輪向けに折りたたみ式スマートフォンが供給されるのは今回が初。同年1月15日より中国国内で一般発売されているほか、五輪では恒例となっている出場選手への無償配布も行われている。